# Минский кодекс
Минский кодекс или Великий кодекс Мин (кит. 大明律, пиньинь: dà míng lǜ) — китайский кодекс времен Минской империи. Он был впервые составлен в 1373 и достиг своей окончательной формы в 1397 году. Этот династический правовой кодекс служил образцом для кодекса Цин. Минский кодекс регулировал все основные аспекты общественных дел, пытаясь согласовать политические, экономические, военные, семейные, ритуальные, международные и правовые отношения в империи. Основная система ценностей и социальные нормы, установленные кодексом, настолько прочно укоренились в китайском обществе, что маньчжуры, завоевавшие Китай и основавшие династию Цин, предпочли оставить кодекс в силе лишь с небольшими изменениями. Кодекс также оказал влияние на правовые культуры других стран Восточной Азии, включая Корею, Вьетнам и Японию. Кодекс постоянно пересматривался, вследствие чего в нем появлялись новые законы.

## Cмотрите также
- Цинский кодекс
- Танский кодекс